# Strajk w Sempericie
Strajk w Sempericie, krakowska krwawa wiosna – krwawe wydarzenia, do których doszło w Krakowie 23 marca 1936 roku.

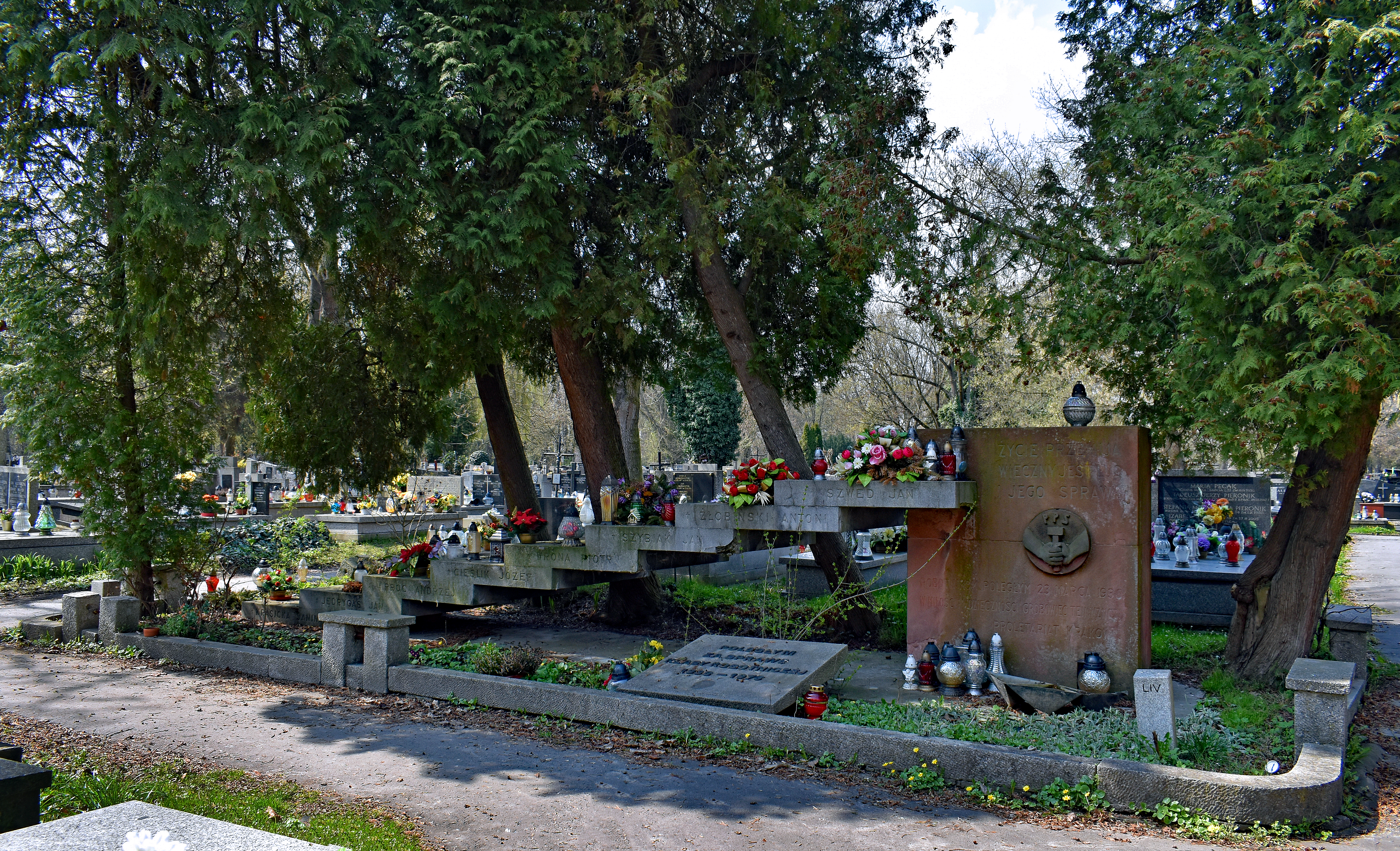
Cmentarz Rakowicki
Pomnik z 1951 roku, nad grobami zastrzelonych przez policję w 1936, robotników Semperitu Kraków.

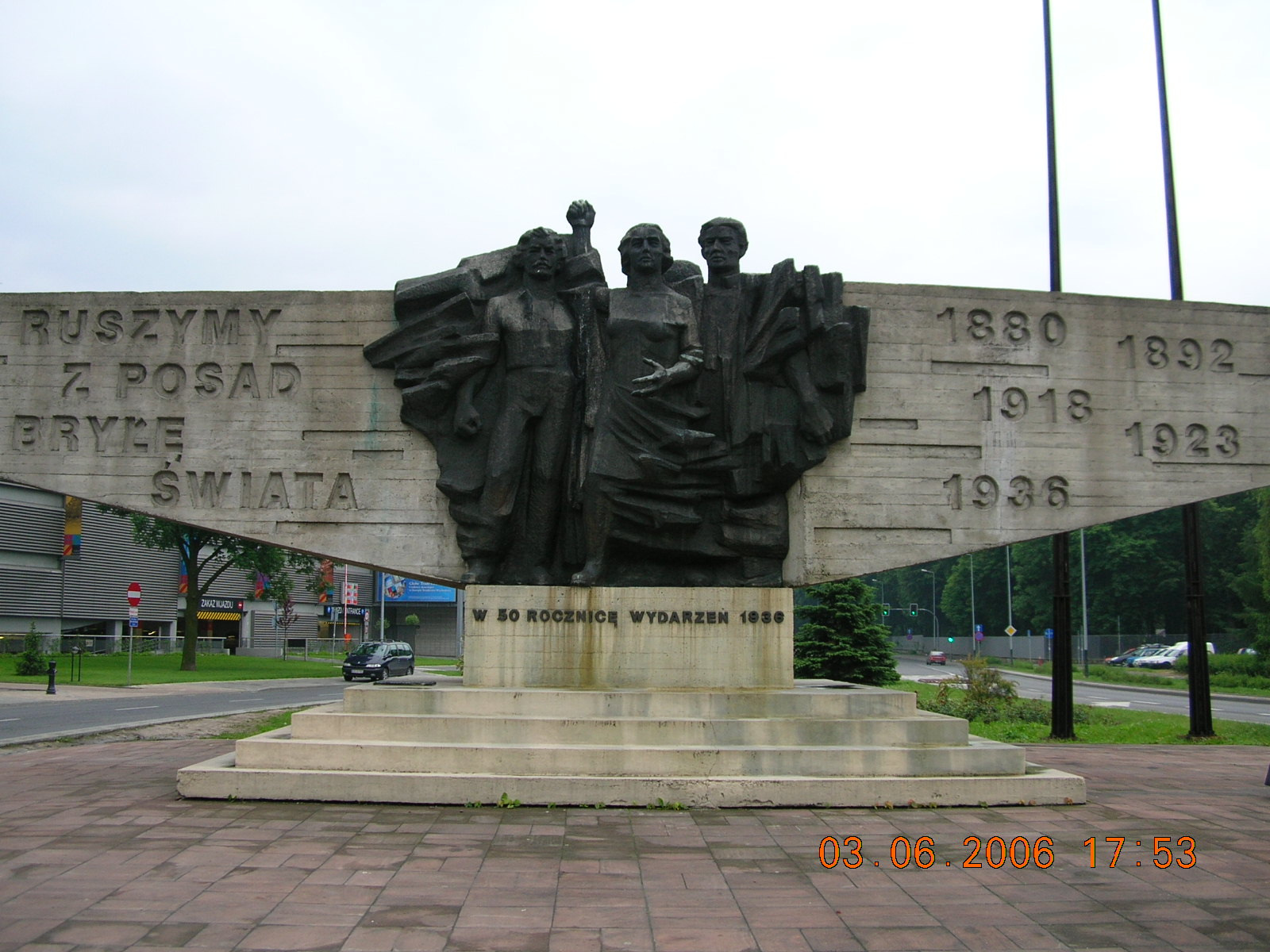
Pomnik Czynu Zbrojnego Proletariatu Krakowa

## Historia
Do trwającego od początku marca 1936 roku strajku okupacyjnego w Fabryce Czekolady „Suchard” SA, przyłączyli się pracownicy innych krakowskich zakładów, w tym Polskich Zakładów Gumowych „Semperit”. 20 marca policja siłą rozpędziła robotników strajkujących w Sempericie, pobito kilka osób. W odpowiedzi Okręgowy Komitet Robotniczy PPS i Rada Związków Zawodowych ogłosiły na 23 marca jednodniowy strajk powszechny. Rozpoczął się on wiecem na 10 tysięcy osób w ogrodzie Związku Zawodowego Kolejarzy przy ul. Warszawskiej, po czym protestujący, pomimo braku zezwolenia, rozpoczęli marsz w kierunku Rynku Głównego. Na ul. Basztowej został on zatrzymany przez policję, która użyła broni. W wyniku starć osiem osób zginęło, a kilkadziesiąt zostało rannych.
Dwa dni później odbył się manifestacyjny pogrzeb ofiar strajku na Cmentarzu Rakowickim. Wzięło w nim udział kilkadziesiąt tysięcy osób. Poprzedzony był przemarszem ulicami Krakowa uczestników uroczystości. „Każdą trumnę, sporządzoną z desek malowanych na czarno, z wielkim srebrnym krzyżem na wieku – nieśli towarzysze pracy zmarłego, a otaczało ich sześciu robotników z płonącymi pochodniami”.
Po pogrzebie odbyła się akademia żałobna w Domu Górnika przy alei Krasińskiego. Uczestniczyli w niej robotnicy z różnych fabryk. Aktor Edward Rączkowski recytował poemat Tak Mariana Czuchnowskiego. Kolejni recytatorzy deklamujący wiersze rewolucyjne byli ubrani w jednakowe granatowe kombinezony fabryczne. Dekoracje wykonali Maria Jarema i Jonasz Stern. Była to ogromna instalacja ze starych mebli, głównie secesyjnych, które porozrzucano po całej auli lub poustawiano piętrowo.
W Krakowie wydarzenia te upamiętnione zostały pomnikiem na Plantach w pobliżu ulic Basztowej i Szpitalnej oraz Pomnikiem Czynu Zbrojnego Proletariatu Krakowa na al. Ignacego Daszyńskiego z 1986 roku autorstwa Antoniego Hajdeckiego.
Na Cmentarzu Rakowickim znajduje się zaprojektowany przez Marię Jaremę pomnik robotników fabryki „Semperit” z 1951 roku, poległych w czasie strajku w 1936 roku.

## Ofiary
Nazwiska osób zamordowanych przez policję:
1. Józef Cieślik
2. Jan Jędrygas
3. Janina Krasicka
4. Andrzej Proc
5. Jan Szwed
6. Jan Szybiak
7. Piotr Wrona
8. Antoni Żłobiński